# 天下
天下是普遍存在於漢字文化圈諸國的有關世界的概念。其最初是從華夏族群對中原諸侯以及地理與文化領域的理解，與政治主權聯繫發展出來的觀念；此概念以普遍而明確的秩序原則來表示統治的空間和地域，和周邊的關係，並由華夏文明區別延伸出華夷秩序體系；後來傳播至漢字文化圈／東亞的國家和地區，深深影響東亞周邊的歷史和文化。「天下」这一概念沒有地理和空間的限制，伴隨一定的秩序關係，發展成為某個地域、群體、國家的天下觀。不同地域民眾，他們的「天下」的概念亦會根據一定的秩序形成。

## 概念

依照漢代之華夷思想表示天下的概念圖。根據時代及國家之轉變，天下的概念亦會隨住變化而定義不同，這是徹底實例之一。

根據概念圖，紅色字範圍為「華夏」的核心領域，向外按近遠分為內臣、外臣。那裡的君主乃至普通平民百姓都跟隨漢的禮儀和法律。藍色字範圍為及得上漢的德之「外臣」和「册封國」的領域，「外臣」指的是臣屬於漢的夷狄君主們。「外臣」之國只遵從漢的禮儀和法律，與天子為君臣關係。依照程度的不同，存在著不同的層級。而漢的德不波及外側稱為「化外之地」的領域。外臣、冊封國、化外基本上都是「夷」的領域。「天下」之概念就以這樣的同心圓建立，逐漸向外擴大範圍。圖中同心圓較小，歷史上遼東及廣東都屬黃色范围。

### 中國
中國傳統的「天下」概念，指被中國王朝的皇帝主宰，在一定普遍的秩序原則所支配的空間。為天下中心的中國王朝直接支配之地域，被稱為「夏」、「華」、「中夏」、「中華」、「中國」等，與周圍的「四方」、「夷」等的地域作區別。不過，若這些地域接受中國皇帝主宰的秩序原則，她們就被認可和接納。具體范圍上，「天下」一詞有廣義和狹義之分，狹義的「天下」等同於「九州」，而廣義上「天下」指「九州+四夷」
中國的天下觀念，建立在「天子居中國，受天命，治天下」的理論上，作為提供政權正當性的論述。這個論述指出這個共主的權力來自神權，所以承受天命，叫做天子；天子所在之處為天下中央之國（稱中國），他除了治理自己的國（中國）之外，某些權力也一併延伸到天下其他的國去。按照這個說法，中原天下有多個「國」，各有君主；惟遇到某些事務時，方交由共主天子處理。
《六韜》的〈文師第一〉有關周文王與姜太公的對答，其中姜太公回覆「天下非一人之天下，乃天下之天下也……」。「天下」是恒定的、宿命的，是一個永恒不變的常量。擁有「天命」的「天子」、「王朝」隨著「五德」的循環天命而發生改變，但它們統治的「天下」卻是永世的。
這種「天下」概念裡。所謂的「外部」不是指「天下」之外的外部，而是指「天下」之中的外部，即與中心相對的邊緣部分；北宋石介有段著名的論述：「天處乎上，地處乎下，居天地之中者曰中國，居天地之偏者曰四夷，四夷外也，中國內也，天地為之乎內外，所以限也」。它很好地說明了內、外在中國傳統語境中的具體含義：中國居天下之中（內），四夷居天下之偏（外）。中國居中，屬於天下範圍無疑；四夷雖居外、居偏，但仍屬於天下範圍。中國與四夷同屬「天下一家」，正如荀子所言：「四海之內若一家，故近者不隱其能，遠者不疾其勞，無幽閑隱僻之國，莫不趨使而安樂之。」《禮記·禮運》篇更提出了「以天下為一家」的觀點。最終形成了「中國」和「夷蠻戎狄」五方之民共為「天下」、同居「四海」的整體格局。
費正清提出天朝外交論，認為「中國」和其他「國」的關係屬於「國際」關係，建立在位階差異上，並以朝貢貿易具體實現之。高明士認為中國是「天朝」，而其他國是「國」。兩者的地位不同，自然是從屬的關係，而非國與國的關係。甘懷真則指出「中國」兼具受天命的「中國」和列國之一的「國」的身份。中國的國君同時負責天子的工作，也以一國之君的身份和其他國互動。天下列國之中，其中一國「受天命」，而能藉由掌握祭祀權或「冊封」他國來達成象徵性「治天下」的理論需求；中國不直接支配天下體系中的其他國。

### 日本
日本的「天下」概念，最早在古墳時代出現。當時，統治者一方面對中國王朝稱臣，一方面在國內又自稱大王。根據熊本縣的江田船山古墳出土的鐵劍的銘文中，統治者在公元5世紀後期左右對國內自稱「治天下大王」。所以認為在那個時期之前，日本國內已经出現「與中國世界不同的獨特天下」概念發生的證據。根據《隋書》，7世紀初的大業3年（公元607年）時，日本倭國国王（原文「俀國王」）給隋煬帝的親筆信中自稱為「日出處天子」的事看來，日本能做為東方海洋之中心，自認爲與中國處於世界不同的天下概念繼續存在著。
7世紀中，隨着律令制的引進，將中國式的天下概念一同被引入，伴隨律令制以「天下公民」的形式進化。到後來發展成王朝國家，平安時代的「天下」概念一時衰微。但鎌倉幕府的成立，像是「開創天下」一樣，隨著武士門第的崛起和社會發展，「天下」與「日本」漸漸成為同義詞了。（參見天皇，律令制，天下統一）

### 朝鮮
在朝鮮，因為長時期以中國王朝為天下的中心，其歷史上極少使用「天下」的概念。但在更古老的時代，高句麗、新羅、百濟等古代朝鮮半島王朝，特別在高麗的時代，是以朝鮮為獨立的天下中心概念。不過，高麗後期程朱理學的流入，從名分立場來說，對朝鮮為中心的天下概念加以批判；另一方面，程朱理學產生了「小中華」「小華」等的小中華思想。
不過，隨著明亡，在中國流行而朝鮮視為異端的陽明學下之小中華主義，認為清朝對中國支配是「中國已經屈服於夷狄的支配」，僅剩餘獨立自主的朝鮮傳承中華正統的概念大興，更加哺育出朝鮮才是正統中華思想的主流。於是，將中國作為「天下」中心的概念和把中華傳承者的朝鮮作為「天下」中心的概念並存。

### 越南
越南的天下概念及民族意識始於13世紀元朝的入侵而發展。擊敗元朝的陳朝賦予越南王朝天下概念，成為南越國的正式繼任者，從那時起，中國領域的嶺南地方到越南北部地域設定為固有的天下概念。然而，到18世紀末後黎朝末期，以南越国為越南王朝的正統史觀被施加批判，到阮朝的時代，國號也成了「大南」，「越」字被消掉，直到當時歐洲人的設定形成今時今日越南之領域天下。越南的「天下」主要被中越關係影響，在越南一邊的「天下」完全變貌了。

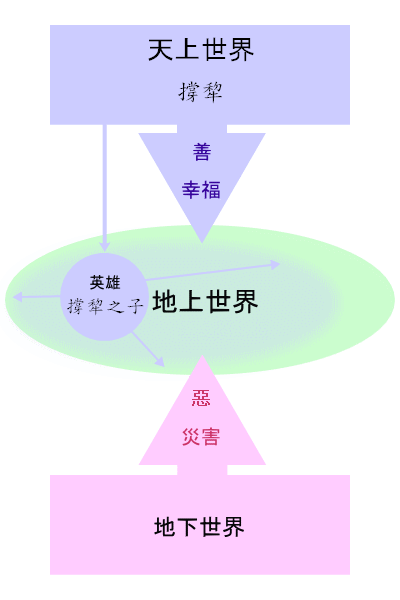
蒙古的宇宙三界說，世界由天上世界、地上世界、地下世界組成。由撐犂支配的天上世界，派遣代理者「英雄」（撐犂之子）到地上世界，帶來秩序。地上世界分成兩方：服從英雄秩序的世界和敵對的世界。英雄的支配慢慢擴大，將其他地方納入秩序的世界。突厥民族亦有同樣構造的世界觀。

### 蒙古及內亞的遊牧民族
以蒙古作為代表的北亞和中亞諸遊牧民族中，有與中國王朝的「天」類似概念「撐犂」（長生天）存在。信奉撐犂之概念的遊牧民族，範圍從今天的堪察加半島遠至馬摩拉海。
撐犂有時為天之主宰，為命運之神的一種。今時今日，對撐犂的祭祀依然在薩滿教中存在。不過，亞洲遊牧人民的薩滿教信奉「宇宙三界」的獨特世界觀，撐犂不過是其中一位人格化的神祇。薩滿教認為，撐犂會派遣撐犂的代理者到地上，成為英雄、救世主，這個英雄對象，被稱為「撐犂之子」。匈奴的单于，到後來的以成吉思汗為首的蒙古帝國，都被稱為「撐犂之子」。
他們根據這個觀念，獨佔地上資源，撐犂的代理者成為唯一的效忠對象。一般認為，亞洲的遊牧民族基於一定原理秩序，類似「天下」概念的地上世界觀產生。

## 歷史沿革

### 中國
中國史書記載處於部落聯盟的時代，其時屬於氏族社會的階段，各部落盟尊共主為天子，夏列土封侯，並以「国」做各部落盟的封号，據考證，華夷之別的文化觀念可能產生很早。「夷」字的出現，已見於商朝時代的甲骨卜辭中，中心和四方等方位概念也已确切地出现。 在甲骨文卜辞中，「中商」、「四方」、「四土」等词频繁出现，这可由殷墟出土的「受年卜辞」中等记录所佐证。另外，对于商代王室墓葬也出現征着「四方」的概念。無可否認，商代人確實將自己定位為東土、西土、南土和北土所框圍的中土，已具備天子觀念。 然現今考古學尚未能證明商朝以前是否有天下觀的論述。
現今考古學眼中，商朝時代以「天下」為世界觀的概念未建構完成。自西周初期開始「天下」的概念則大量出現在器物典籍中 ，「天下」概念的發展被認為始於周朝之「天」的人格化概念。「四方」、「萬邦」的用語就是源自天下概念。所謂「四方」，是在王朝成立的對象領域，周王在中國的中心統治，而週邊的非周系统的部落包圍華夏的土地。所謂「萬邦」，是代表「人民」和「疆土」的關係，週邊部落的人民包含華夏的人民，華夏疆土中也包含著週邊部落的土地。周王根據天命，「接受」和「認可」這個「萬邦」。
周朝的後期（春秋時代及戰國時代）時，周朝的封建諸侯向外發展，對國內和週邊地區作政治支配和同化。同時，一些週邊部落亦被周封建，成為了諸侯大國。以許多的封建諸侯國共同的文化圈，經濟圈形成，把黃河流域作中心的「中國」概念也擴大。《左傳》《國語》等歷史書，以及銘文器物使用「天下」一詞非常頻繁，不勝統計。
周朝、秦朝支配的地域及政治被一元化合併，作為與現實政治世界對應的地理概念「天下」，也明確發展。秦之統一是「天下之統一」，中國所謂的「統一天下」，也就是中國的擴大。漢朝建立，將所治區域視為中國。這個「中國等於天下」的概念被現實的冊封關係影響變貌，冊封體制下，將境外諸民族包含在內的「天下」概念形成了。所謂冊封，是一個國家與另一個國家締結為君臣關係，根據這個關係，週邊國家的統治者統治下的地域，接受中國皇帝主宰的秩序原則。同時，除了匈奴、也相對瞭解西域諸國，進行貿易。
南北朝時代，中國漢地內部同時出現多個皇帝，天下的政治陷於分裂。不過，唐朝時代的中華帝國皇帝唐太宗被各個北方遊牧民族國家稱為「天可汗」之時代也來臨了。同時，唐朝與以前的秦漢王朝不同，在那時天下概念裡，已有如「天竺」、伊斯蘭的「大食」一樣的對等國家存在。怛羅斯戰役中，中華帝國與西方比得上對等實力的伊斯蘭帝國阿拔斯王朝有軍事矛盾和貿易等談判。

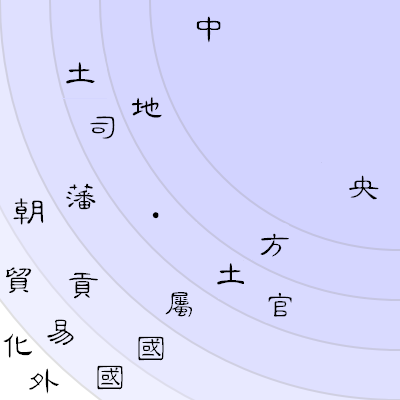
清朝時代的華夷思想「天下」圖。與上列的漢朝時代「天下」圖相比，現實的政治世界變得多元化，但同心圓之構造依然不變。所謂「貿易國」，與中華帝國互相的政治關係不多，只是純粹繫結交易關係的國家。「朝貢國」是認可清朝宗主權的國家，定期向中央朝貢。和漢代有差異，清代的「朝貢國」本身必須受到清的冊封，成為臣屬。「藩屬」，是由理藩院管轄的異民族支配領域。「土司」、「土官」，是官方委任地方官擔任異民族的領導人，來間接統治異民族的職位。被「土司」、「土官」統治下異民族習俗被當地人民承認，同時，「改土歸流」亦在進行。在漢代的華夷秩序中表示，「朝貢國」、「藩部」、「土司」、「土官」等領域，大致上相當於「外臣」。「中央」和「地方」是所謂相對「中國本部」的領域。東北地區在明朝設立奴兒干都司及各鎮管理，在清朝東北地區的遼東被割出漢地以併入滿洲地區，基於滿族的統治，滿洲不屬於藩屬而是被直轄統治，所以被納為「地方」。清朝的君主在藩屬遊牧人民中採用與漢族皇帝對等的「可汗」稱號，得到承認，於是清帝君臨整個「天下」了。

宋代，北方相繼出現遼朝、金朝、西夏等強大的異民族王朝並占有部份漢族地區，宋朝被壓迫之下，與北方的帝國們繫結了虛擬性的親屬關係（譬如像宋稱兄，遼稱弟一樣的外交關係）。同時期的高麗等屬國，都採取臣屬於兩王朝的形式，天下完全二分，故石介曾在中國論提到朝代姓氏可改，但「天下」不亡於夷狄的核心概念，認為要發揚中華文明維護道統的精神。有空前絕後的支配領域之大元大蒙古國再次統一了中國漢地。不過，在元朝的統治中，政治上分為南人（原本南宋境內，包含漢族在內的各族人民）和漢人（原本金朝境內的人民，包含漢族在內的各族人民）也被區別。此後，明朝以靠近秦漢以來的理念形式統合「中國」，「天下」之概念大致上和以前的概念同義，不過多了向世界擴張的想法。
明朝末期，發生對程朱理學的批判，所說的「修身、齊家、治國、平天下」（《大學》）的儒教思想也發生變化。明末清初，王夫之認為《大學》推崇的「平天下」不過是敘述治國，天下的次元並不通用，因此批評程朱理學。另一方面，明朝的滅亡和原為異民族的清朝支配中國之現實下，華夷兩方的反轉也大大地影響了「天下」概念。明末清初的顧炎武也敘述，「亡國」不代表「亡天下」，朝代的更替是「亡国」、是政權的更替，若被被夷狄所征服後而滅絕了中華文明是「亡天下」，認為若清廷摧殘了中華文明，不能延續中華文明則會「亡天下」。清廷以中華天下秩序繼任天子，尊儒學而以中華文化為本。此時，作為異民族的清朝成為皇帝，中華文明的天下不亡而成为了異民族的天下。
被視為由夷狄皇帝主宰的華夷秩序理念，與冊封朝貢國來維持外國關係的「天下」概念，於1793年，在英國的外交使節喬治·馬戛爾尼被派遣到中國的時候開始變化。喬治·馬戛爾尼期盼按照歐洲外交的主權平等主義與清朝締結貿易條約。不過，清朝的乾隆帝表示中國「地大物博」，拒絕了英國的要求，他認為中國作為天朝上國，不需要外國的商品即可自給自足，雙方不存在平等貿易的基本條件。不久進入19世紀，鴉片戰爭爆發，敗北的清朝與英國等國締結了單邊的不平等條約。不過，清朝單方面向民眾表示，這是皇帝恩賜各國。於是鴉片戰爭後，清朝在歐洲各國威脅下，依然打算捉住「天下」的概念。
鴉片戰爭後，英國與法國不滿清朝不變革其外交姿勢，於是一起發動第二次鴉片戰爭，簽訂中英天津條約，在那個條約內，列明英法是「自主國家」，賦予與中國有同等地位。這個結果，清朝不可能繼續按照以前的華夷秩序與歐洲各國進行外交，於是重新設置總理衙門進行對歐洲外交事務。
因為歐洲各國按照主權平等主義形成了近代外交體制，採取對等國外交的形式，令到一向以華夷秩序作準的中華外交體制慢慢崩潰。現實中，中國在中日甲午戰爭戰敗，朝鮮從此脫離冊封關係，基於冊封朝貢的清朝外交秩序告終。「天下」的概念也受到影響，以前的華夷秩序全變貌了。19世紀末期，清朝駐英國大使薛福成將區別中華和夷狄的「華夷隔絕之天下」思想，改變成中華和外國維持對等關係的「中外連屬之天下」思想。民國後，天下的觀念被廢棄，西方列強的大國的觀念則取而代之。
与东北亚朝鮮历史有关联的高句丽也有「天下」的概念。高句麗对朝鲜半岛其他国家自號中華，將週邊諸民族看待為夷狄。但同時存在對天和河的獨自的信仰形式。吉林出土的高句麗廣開土王廣開土王碑中，高句麗用自己的年號「永樂」來記載，因此認為百濟和新羅也有其各自的「天下」概念。在中國思想的影響下，周朝的封建國箕子朝鮮神話形成，儒教的教導亦落地生根。

### 日本
如前所述，日本的「天下」概念起源追溯到古墳時代。5世紀時，認為是後期製作而成的江田船山古墳出土鐵劍銘文中有「治天下獲加多支鹵大王」字眼，依獲加多支鹵部分「ワカタケル」讀音推段，應該是指雄略天皇。雄略天皇發送到中國的國書中自稱「倭王武」。可是，他對國內則自稱治天下大王，即表明他統治與中國不同的倭國獨特天下之大王。這證明當時已經出現「倭國是與中國世界不同的獨特天下」的觀念。以後的倭王們也世世代代繼承治天下大王的稱號。以此事為背景，7世紀初，倭國王給隋煬帝的親筆國書中自稱「日出處天子」之事便可理解。
此後，8世紀初律令制被引入的時候，中國的天下概念一同引進。在那個時代，天下的意義一般被認為是律令國家支配的範圍，範圍適合今天日本列島中的本州、四國、九州等。不過，那時天下概念也包含蝦夷等不被直接支配的異民族。與中國王朝的天下思想一樣，日本將「天下」中心設定在律令國家中心，以天皇為主宰的秩序波及之範圍，周圍則是與「夷」對應的異民族，充滿小中華主義性色彩。「天下」概念隨住律令國家的崩潰，日本朝住王朝國家·中世紀國家的發展下慢慢薄弱。

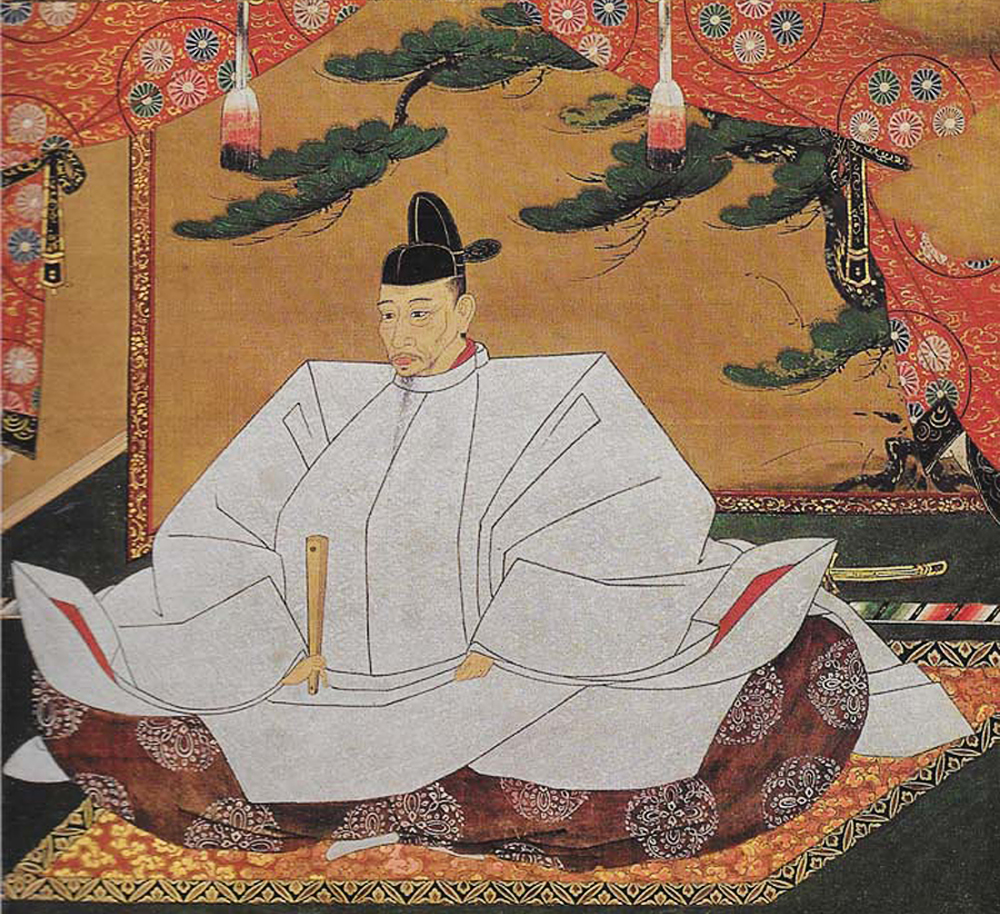
統一日本「天下」的豐臣秀吉，他期盼控制被「唐（中國明朝）」、「南蠻（歐洲各國）」統治之「天下」，於是向朝鮮出兵，壬辰衛國戰爭爆發。

九條兼實的日記《玉葉》中，描述源賴朝創立幕府時，稱為「開創天下」。這天下概念承自上述律令制的天下概念，開創出新的國家、法律、秩序。可是就算源賴朝有成為王者的意識，但這時期的天下概念至今還沒克服天皇對王朝的支配，對天下的主宰者天皇被寄予期待的事例還多。根據義堂周信的日記《空華日用工夫集》，足利義滿跟義堂周信的討論中，屢次將自己政治對象「天下」、「天下人」作為話題。室町時代，人們慢慢意識將軍是天下的主宰的思想。但，足利義滿也研究「日本國王等於治天」的思想為自己定位，在那時的「天下人」概念，至今還是過渡期。（參見治天之君，承久之亂，建武新政，《神皇正統記》）
支撐天下概念的室町幕府勢力漸弱，於是社會出現以下犯上的亂像。不久，有實力的地方諸侯據地稱雄，像安土桃山時代的織田信長和豐臣秀吉，他們認為自己控制之地域就是天下。接著，作為新秩序的統一者「天下人」概念登場，天下人意思是「天下一統」(這個用語出自日本南北朝時代）。這樣，現實的「天下」地理概念明確化，大致上為今天的日本列島的領域。（參見戰國 (日本)）
近代，江戶時代的江戶幕府將概念定位為「天下人等於將軍」、「天下的朝廷等於幕府法」，與原來「地方性的朝廷等於藩法」概念形成二元式社會，成立了幕藩體制國家。對外關係，繼續採用華夷秩序，發佈鎖國政策，以此政策固定以日本列島為中心的「天下」概念。

### 朝鮮
高麗時代中，佛教、道教、薩滿教共存，但是朝鮮的獨自天下概念檀君朝鮮神話亦出現。唐太宗責備新羅在國內使用獨自的年號後，新羅改變國策，以唐朝為正朔，得到唐朝好感。而高麗前期則交替使用中國王朝的年號和高麗獨自的年號。高麗王國內自稱「朕」，死後贈與廟號，王的命令稱為「制」、「詔」等，當時的宮廷的頌歌有「海東天子」、「南蠻北狄自來朝」字眼，金石文雕刻「皇帝詔曰」。天子的特權的祀天也在進行，是首都開城稱呼為「皇都」。根據中國的華夷思想，中國王朝皇帝以外的外國君主絕對不容許使用這些稱號。
高麗時代的中國「天下」概念，在宋遼、宋金對立形勢中維持著，南朝宋和北朝遼、金等帝國皆使用中國「天下」概念形式。可是，高麗理念上傾向南朝的，唯有地理上偏向北朝，所以採納兩朝年號，卻將南朝年號放在前頭，宋朝稱贊高麗為忠實的「小中華」。以後，高麗廢除朕的自稱、廟號、制、詔的用語，高麗國王自稱「不穀」（「穀」指行善之意，所謂不穀是謙恭的自稱）。這個時候程朱理學的流入，名分論更繁盛。
朝鮮王朝時代，明朝因冊封把國號封為「朝鮮」，與「周朝—箕子朝鮮」關係同樣看待「明朝—朝鮮王朝」關係的中華性「天下」概念，朝鮮世宗時代，女真、日本、對馬、壹岐、松浦、琉球等國皆來朝貢，說明以中國為主和以朝鮮為主的「天下」概念並存，同時亦有祀天儀式。明朝陽明學說流行。不過，朝鮮將之思想視為儒教的異端。清朝時期朝鮮接受冊封，有識之士將明朝的崇禎年號和清朝年號一同使用。朝鮮認為中國被清朝這個夷狄王朝統治，想要繼承中國遺志光復華夏。由此誕生了小中華思想。

### 越南

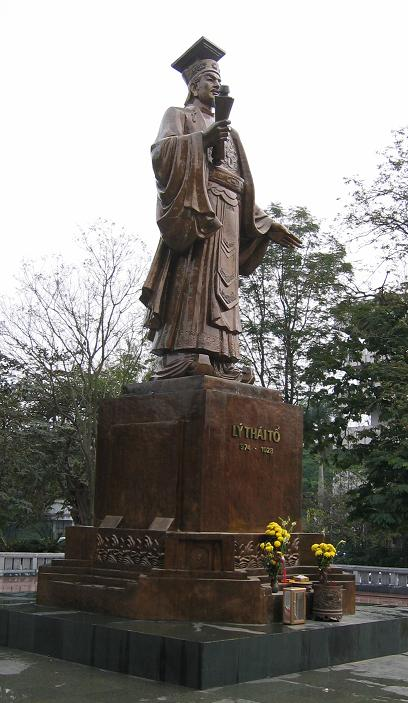
越南李朝的開國君主李太祖李公蘊，他採取中國唐朝和宋朝的中央政治制度模式。為日後陳朝之天下概念立下基礎。

如前所述，越南的「天下」概念在13世紀隨著蒙古軍被擊退，國威發揚後被確認。陳朝的《大越史記》中，將秦漢時代視為越南最初的正統王朝年，這個「天下」概念的對象地域就是位處廣東和越南北部的南越國。作為這個「天下」概念的實例，1428年，大越從明朝獨立的時候，代表這個時代的文人的阮廌描述「自趙丁李陳之肇造，我國與漢唐宋元而各帝一方。」。明顯地，越南的「天下」和中國的「天下」並列。在這樣的「天下」概念下，以前的佛教、道教的神明，和越南的神明同被尊重，對外戰爭勝利後，每每對越南的神明加封。這個事例中，皇帝在越南的「天下」概念中與越南神明思想融合，表現著從民族的信仰支撐「天下」概念。
15世紀末左右，「天下」概念開始發生若干的變化。本在越南的正史中的南越國漸漸被除名，而基於口傳的越南神話中之涇陽王姜祿續（炎帝神農氏的後裔）、貉龍君崇纜（傳說中越南人的始祖）等被納入正史。以及為越南作一體考慮，將中國領土內的嶺南地方為「天下」概念之思想衰退，18世紀末，南越國在越南正史中正式除名。
以後，越南北南二分，南方由後黎朝和鄭主統治，北方由莫朝和阮朝統治。這時候的「天下」是指黎朝的皇帝統治下地區為中心的世界。19世紀阮朝成立，對中國報稱國號為「越南」。但是自稱國號為「大南」，與中華世界作區別的越南天下領域得到肯定。

### 蒙古及亞洲的遊牧民族

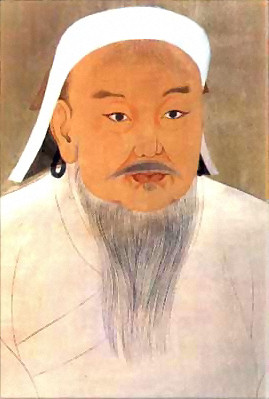
成吉思汗，被譽為「撐犂之子」。

亞洲的遊牧民族中類似天下概念的歷史，可追溯到匈奴時代。相當於「天」的概念「撐犂」出現。中國方面的史料形容匈奴的君主單于「天降單于」、「天所立匈奴大單于」。撐犂的概念，是代表天界的主宰，為人格化的天神。這與中國的「天」概念非常類似，學者屢次指出兩者有關聯性，但哪方才是起源依然在討論中。維吾爾族的回紇系遊牧民族和蒙古系遊牧民族也有相同「撐犂」概念。蒙古的宇宙創造神話上，人格化的天神「撐犂」派遣了「撐犂之子」到地上世界。
蒙古帝國時代歷代外交文件中，常常要求地上的人接受蒙古大汗的支配。他們相信「只要馬走到的土地」「從日出至日落的地方」皆為蒙古帝國支配之地，由此可見「撐犂」之天下概念沒有地理的限制。研究表明，蒙古帝國的國號本身就意思「蒙古人的集合體」，不包含地理的概念。這與有一定秩序原理的地理限制之中華「天下」概念有出入。
遊牧民族世界觀的開放性質，以元朝統治之下製造的地理圖《混一疆理歷代國都之圖》很好地展示。「混一」這詞為蒙古帝國時代的用語，指的是把已知歐亞大陸和非洲渾成一體的世界觀。這與區別中國性的華夷世界觀不同，非常開通。在伊朗的伊兒汗國編輯的《集史》中，是綜合全世界的歷史資料重新編寫，意圖編作為世界性的歷史書。不過，歷史書的重點還在蒙古帝國中心，與同時代的中國曆代皇朝正史和歐洲方面的歷史書有很大差異。

## 注譯
腳注
1. ↑  出自《禮記·禮運》大同篇，參見大同 (思想)

引用
1. ↑  “古人在使用天下一詞上不是形容一個客觀空間，而是一個政治體” - 甘懷真，秦漢的「天下」政體：以郊祀禮改革為中心，《新史學》2005，頁22
2. ↑  吳展良編《東亞近世世界觀的形成》：85-109。台北：國立台灣大學出版中心。
3. ↑  張其賢.  (PDF). 東吳大學.   [2018-04-06]. （原始内容存档 (PDF)于2018-04-06）.
4. ↑  . zh.wikisource.org.   [2019-06-25]. （原始内容存档于2019-05-08）.
5. ↑   諸侯咸尊軒轅為天子、黃帝置左右大監，監於萬國《 史記 》 五帝本紀
6. ↑  《尚書·禹貢》：“厥貢惟土五色。”孔穎達疏：“王者封五色土以為社，若封建諸侯則各割其方色土與之，使歸國立社……四方各依其方色皆以黃土覆之，其割土與之時，苴以白茅，用白茅裹土與之。
7. ↑  《尚书·大禹谟》记尧「皇天眷命，奄有四海，为天下君」
8. ↑  「在十月又二，正（征）夷方，在滆。」、「贞尸方不出，尸方者，夷方也」郭 
沫若 《卜辞通纂》第 569片考 释 ，收入 《郭沫若全集 ·考古编 》第 
2卷 ，北京 ：科学 出版社 ，1983
年 ；又收入宋镇豪 、段志洪主编 ：《甲文献集成》第 2册 ，第115页。
9. ↑  Matti Puranen.  (PDF). University of Jyväskylä. 2020年7月17日  [2020年12月14日]. （原始内容存档 (PDF)于2020年12月14日）.
10. ↑  A Facsimile Reprint of Seven books about Tian Zi。Xuanjun Xie，2017
11. ↑  「受中商年」、「南土受年」、「西土受年」、「东方受年、西方受年、北方受年」東亞歷史上的天下與中國概念 國立臺灣大學出版中心, 2007 - 361 頁
12. ↑  其惟王位在德元，小民乃惟刑用于天下，越王顯。〈尚書：召誥〉
13. ↑  其克詰爾戎兵，以陟禹之跡，方行天下，至于海表，罔有不服。以覲文王之耿光，以揚武王之大烈。〈周書：立政〉
14. ↑   太史秉書……曰：「……命汝嗣訓，臨君周邦，率循大卞，燮和天下，用答文、武之光訓。」王再拜……答曰：「眇眇予末小子，其能而亂四方，以敬忌天威？」〈顧命〉
15. ↑  ……王若曰：「……昔君文、武，丕平富，不務咎。厎至齊信，用昭明于天下。……用端命于上帝，皇天用訓厥道，付威畀四方。……」。〈康王之誥38
16. ↑   今天相民，作配在下……永畏惟罰，非天不中，惟人在命。天罰不極，庶民罔有令政在于天下。〈呂刑〉
17. ↑  天命禹敷土，随山濬川，迺差地设征，降民监德，迺自作配享民，成父母。生我王、作臣，厥贵唯德民，好明德，顾在天下。用厥绍好，益干（？）懿德，康亡不懋。孝友，訏明经齐，好祀无废。心好德，婚媾亦唯协。天釐用考，神复用祓禄，永御于宁。遂公曰：民唯克用兹德，亡侮。《豳公盨铭文》
18. ↑  陟彼北山，言采其杞；偕偕士子，朝夕从事；王事靡盬，忧我父母。溥天之下，莫非王土；率土之滨，莫非王臣；大夫不均，我从事独贤。四牡彭彭，王事傍傍；嘉我未老，鲜我方将；旅力方刚，经营四方。或燕燕居息，或尽瘁事国；或息偃在床，或不已于行。或不知叫号，或惨惨劬劳；或栖迟偃仰，或王事鞅掌。或湛乐饮酒，或惨惨畏咎；或出入风议，或靡事不为。《诗经·小雅·谷风之什·北山》
19. ↑  皇矣上帝，臨下有赫……帝謂文王：無然畔援……王赫斯怒……以篤于周祜，以對于天下……萬邦之方，下民之王。《詩經》〈大雅‧文王之什‧皇矣〉
20. ↑  昔者燕君子噲，叡弇夫悟，長為人宗，見於天下之物矣，猶迷惑於子之而亡其邦，為天下僇，而況才於少君乎？昔者，吾先考成王早棄君臣，寡人幼童未通智，惟傅姆是從《嚳鼎銘文，中國社會科學院考古研究所資料，2007：No.2840》
21. ↑  中國人の天下觀念。安部健夫(1954)京都:哈佛·燕京·同志社·東方文化講座委員會。表27-8/P.62-107
22. ↑  “中國”與“天下”概念探源張其賢東吳政治學報27卷3期 (2009-09-P169-256
23. ↑  《漢書·溝洫志》：「中國川原以百數，莫著於四瀆，而河為宗。」
24. ↑   《後漢書/南匈奴列傳79券》「王莽篡位，貶易侯王，由是西域怨叛，與中國遂絕」
25. ↑  唐朝時，遊牧民族一般稱君主為「可汗」。可是在匈奴時代，「可汗」稱號還未存在，一般稱君主為「單于」。「可汗」稱號起源於鮮卑族，但是，北魏漢化後，鮮卑族的北魏皇帝已經棄用此稱號。唐朝吸收鮮卑文化，所以用此稱號可以理解。
26. ↑  元朝有自己的「天下」概念，與奉行華夷秩序的中國「天下」概念有差異。
27. ↑  Ping-ti Ho, "The Significance of the Ch'ing Period in Chinese History," The Journal of Asian Studies 26:2 (February 1967), pp. 191-193.
28. ↑  區分華夷秩序的東亞外交體制，「冊封體制」或稱「朝貢體制」，何時崩潰消失的討論還在進行。以「西方衝擊」（Western Impact）為根據的說法，是鴉片戰爭之後洋務運動的推行，令到這個體制崩潰。可是，日本歷史學家濱下武志被美國社會學家伊曼紐·華勒斯坦的世界體系理論影響，提倡「朝貢體系論」，主要從經濟史的側面角度，認為東亞地區獨自的交易系統不會被「西方衝擊」，就算之後歐洲性的交易系統加入，也能維持現狀。他批評以西洋經濟體系入侵亞洲經濟體系過程為觀點理解東亞近代史，倒不如用了解西洋各國參與東亞經濟體系的過程理解東亞。並且指出，中國方面到20世紀初，以「滅滿興漢」代表的漢族民族主義的再次勃興，仍然固守華夷秩序。至少到這個時期，中國方面的還末意識到朝貢體制根本的變化。（參見冊封，朝貢，羈縻政策）
29. ↑  《高達寺元宗大師惠真塔》金石文中，「皇帝陛下」指高麗光宗王昭。
30. ↑  陳朝皇太子成人的話，皇帝會讓位成為太上皇，太上皇輔佐皇帝執行政務，與日本的院政類似。原因是當執政的太上皇被中國皇朝責備乃至攻擊，也不會損害越南天下概念之主宰者，皇帝的尊嚴。
31. ↑  阮朝從最初向清朝尋求「南越」為國號。不過，清朝最後給予阮朝「越南」國號。也有謂「南越」國號暗示阮朝有對兩廣領土的野心。